# Strymon saepium
Strymon saepium är en fjärilsart som beskrevs av Jean Baptiste Boisduval 1852. Strymon saepium ingår i släktet Strymon och familjen juvelvingar. Inga underarter finns listade i Catalogue of Life.